# Ноксвілл (Іллінойс)
Ноксвілл (англ. Knoxville) — місто (англ. city) в США, в окрузі Нокс штату Іллінойс. Населення — 2901 особа (2020).

## Географія
Ноксвілл розташований за координатами 40°54′26″ пн. ш. 90°17′8″ зх. д. / 40.90722° пн. ш. 90.28556° зх. д. (40.907182, -90.285663).  За даними Бюро перепису населення США в 2010 році місто мало площу 6,01 км², уся площа — суходіл.

## Демографія
Згідно з переписом 2010 року, у місті мешкало 2911 особа в 1173 домогосподарствах у складі 816 родин. Густота населення становила 484 особи/км².  Було 1249 помешкань (208/км²).
Расовий склад населення:
| - 98,0 % — білих - 0,3 % — чорних або афроамериканців - 0,3 % — азіатів - 0,2 % — корінних американців |

До двох чи більше рас належало 0,9 %. Частка іспаномовних становила 1,0 % від усіх жителів.
За віковим діапазоном населення розподілялося таким чином: 22,8 % — особи молодші 18 років, 55,8 % — особи у віці 18—64 років, 21,4 % — особи у віці 65 років та старші. Медіана віку мешканця становила 43,3 року. На 100 осіб жіночої статі у місті припадало 89,4 чоловіків;  на 100 жінок у віці від 18 років та старших — 85,9 чоловіків також старших 18 років.
Середній дохід на одне домашнє господарство  становив 52 874 долари США (медіана — 48 487), а середній дохід на одну сім'ю — 61 208 доларів (медіана — 56 250). Медіана доходів становила 41 188 доларів для чоловіків та 32 344 долари для жінок. За межею бідності перебувало 14,4 % осіб, у тому числі 21,0 % дітей у віці до 18 років та 4,7 % осіб у віці 65 років та старших.
Цивільне працевлаштоване населення становило 1302 особи. Основні галузі зайнятості: освіта, охорона здоров'я та соціальна допомога — 32,9 %, роздрібна торгівля — 13,7 %, виробництво — 8,1 %, будівництво — 7,7 %.